# Álvaro González de Galdeano
Álvaro González de Galdeano Aranzabal (Vitoria, 3 de enero de 1970) es un exciclista español. Es el hermano mayor del también ciclista Igor González de Galdeano (n. 1973).
Ahora se dedica al taxi.

## Biografía

### Ciclismo amateur
Antes de pasar a profesionales participó en los Juegos Olímpicos de Barcelona 1992 en la prueba de 100km contrarreloj por equipos, donde obtuvo la 5.ª plaza y diploma olímpico.

### Ciclismo profesional
Dio el salto al profesionalismo en 1992, después de las olimpiadas. Sus equipos fueron el Artiach (1992-94), Euskaltel-Euskadi (1995-98), Seguros Vitalicio (1999-00) y Once-Liberty Seguros (2001-04). Compartió siempre equipo con su hermano Igor entre 1995 y 2004.
Su mejor participación en la Vuelta ciclista a España fue la de la edición de 1998, cuando fue 7.º. Al año siguiente fue 24º en el Tour de Francia, su mejor papel en esta prueba. 
En el año 2000 obtuvo sus triunfos más sonados, al proclamarse Campeón de España por un lado, y obtener triunfos parciales, tanto en la Vuelta como en el Giro. Sin embargo, la temporada acabó mal ya que dio Falso positivo por nandrolona en el G. P. de Llodio, no siendo castigado.
Después siguió compitiendo otras 4 temporadas, aunque no obtuvo ninguna victoria reseñable en el tramo final de su carrera. Se retiró en 2004.

### Director deportivo
Pasó a ser director deportivo del equipo ciclista Orbea, de categoría Continental y filial del Euskaltel-Euskadi (del que su hermano Igor se había convertido en secretario técnico).
En 2010 se convierte en director deportivo del primer equipo, el Euskaltel-Euskadi de categoría ProTour, después de que su hermano Igor pasara a ser mánager general del conjunto naranja.

## Palmarés
| 1994 - 1 etapa de la Ruta de México 1996 - 1 etapa de la Vuelta a Asturias - 2.º en el Campeonato de España Contrarreloj 1998 - 1 etapa del GP Jornal de Noticias 1999 - 1 etapa de la Vuelta a Asturias - 3.º en el Campeonato de España Contrarreloj | 2000 - 1 etapa del Giro de Italia - Campeonato de España en Ruta - 3.º en el Campeonato de España Contrarreloj - 1 etapa de la Vuelta a España 2002 - 3.º en el Campeonato de España Contrarreloj |

## Resultados en Grandes Vueltas y Campeonatos del Mundo
Durante su carrera deportiva ha conseguido los siguientes puestos en las Grandes Vueltas y en los Campeonatos del Mundo en carretera:
| Carrera              | 1992 | 1993 | 1994 | 1995 | 1996 | 1997 | 1998 | 1999 | 2000 | 2001 | 2002 | 2003  | 2004 |
| -------------------- | ---- | ---- | ---- | ---- | ---- | ---- | ---- | ---- | ---- | ---- | ---- | ----- | ---- |
| Giro de Italia       | -    | -    | -    | -    | -    | -    | -    | -    | 49.º | 70.º | -    | -     | -    |
| Tour de Francia      | -    | -    | -    | -    | -    | -    | -    | 24º  | -    | Ab.  | Ab.  | 122.º | -    |
| Vuelta a España      | -    | Ab.  | 95.º | 72.º | 62.º | Ab.  | 7.º  | 56.º | Ab.  | -    | -    | -     | -    |
| Mundial en Ruta      | -    | -    | -    | -    | -    | -    | Ab.  | Ab.  | -    | -    | -    | -     | -    |
| Mundial Contrarreloj | X    | X    | -    | -    | -    | -    | -    | 14.º | -    | -    | -    | -     | -    |

-: no participa

Ab.: abandono

X: ediciones no celebradas, ya que el Campeonato del Mundo de Ciclismo Contrarreloj se celebra desde el año 1994

## Equipos
- Artiach (1992-1994)
- Euskadi/Euskaltel-Euskadi (1995-1998)
  - Euskadi (1995-1997)
  - Euskaltel-Euskadi (1998)
- Vitalicio Seguros (1999-2000)
  - Vitalicio Seguros (1999)
  - Vitalicio Seguros-Grupo Generalli (2000)
- ONCE/Liberty Seguros (2001-2004)
  - ONCE-Eroski-Würth (2001)
  - ONCE-Eroski (2002-2003)
  - Liberty Seguros (2004)